# Cayancura
Cayancura o Cayeucura, Lonko mapuche nativo de la región de Marigüeñu. Elegido toqui en 1584, para reemplazar al capturado Paineñamcu en plena Guerra de Arauco. Su nombre significa "Piedra de moler" en mapudungu.

## Logros militares
La única gran operación que intentó fue el sitio al fuerte Arauco empresa que terminó en fracaso y ante su cuestionamiento evitó mayores males abdicando del poder en favor de su hijo Nongoniel en 1585.
Su hijo preparará un destacamento de caballería entre los mapuches y volverá a atacar el fuerte de Arauco con más fortuna ya que consiguió su evacuación.